# 맥스웰 테크놀로지스
맥스웰 테크놀로지스(Maxwell Technologies Inc.)는 캘리포니아주 샌디에고에 본사를 둔 미국의 개발 및 제조업체이다. 이 회사는 자동차, 중장비 운송, 재생 에너지, 백업 전원, 무선 통신, 산업 및 소비자 가전 제품에 사용되는 에너지 저장 및 전력 공급 제품 개발 및 제조에 주력한다.

## 역사
이 회사는 1965년 레이먼드 C. 오루크, 앨런 콜브, 브루스 헤이워스, 테렌스 C. 구딩이 캘리포니아주 샌디에고에서 맥스웰 래버러토리스(Maxwell Laboratories Inc.)라는 이름으로 설립했다. 맥스웰 래버러토리스는 원래 미국 군대 및 기타 정부 기관에 첨단 물리학, 펄스 전력, 우주 영향 분석 및 기타 연구 개발 서비스를 제공하는 정부 계약자였다. 이 회사는 1990년대 초에 기술 및 제품의 상업적 응용 분야로 초점을 전환하기 시작했으며, 2014년까지 모든 수익을 상업적 출처에서 창출했다. 1996년, 맥스웰 래버러토리스는 맥스웰 테크놀로지스로 사명을 변경했다.
맥스웰 고전압 커패시터 제품 라인을 포함하는 사업부인 맥스웰 에너지 제품(Maxwell Energy Products)은 2000년 3월 제너럴 아토믹스에 인수되었고, 2003년 제너럴 아토믹스 전자 시스템즈(General Atomics Electronic Systems, Inc.)에 최종적으로 합병되었다.
2007년, 맥스웰 테크놀로지스는 아스트리움 새틀라이트로부터 유럽 우주국의 '가이아' 천문 임무용 컴퓨터 공급 계약으로 US$300만 달러를 수주했다. 맥스웰은 위성 카메라가 수집한 이미지와 데이터를 처리하기 위해 7개의 맥스웰 SCS750 SBC를 공급했다.
2013년 11월, 맥스웰 테크놀로지스는 피오리아 (애리조나)에 제조 시설을 열었다.
2013년 12월, 맥스웰 테크놀로지스는 SK이노베이션과 양해각서를 체결하고 맥스웰의 울트라커패시터와 SK의 리튬 이온 배터리를 결합한 차세대 전기 에너지 저장 장치를 개발하기로 했다.
2016년 4월, 맥스웰은 마이크로일렉트로닉스 제품 라인 매각을 데이터 디바이스 코퍼레이션(Data Device Corporation)에 완료했다.
2017년 4월, 맥스웰 테크놀로지스는 네스캡 에너지(Nesscap Energy Inc.)의 모든 자산, "핵심 사업 및 운영 법인"을 2,317만 5천 달러에 인수했다.
2019년 2월, 전기차 및 청정 에너지 회사인 테슬라는 맥스웰 테크놀로지스를 인수할 계획이라고 발표했다. 이 거래는 2019년 5월 15일에 US$2억 1,800만 달러에 완료되었다. 2021년 7월, 테슬라는 맥스웰 테크놀로지스 브랜드와 울트라커패시터 사업부를 맥스웰의 전 영업 부사장인 고든 쉥크가 이끄는 샌디에고 기반 스타트업 유캡 파워(Ucap Power)에 매각했다.